# Euphaea subcostalis
Euphaea subcostalis là loài chuồn chuồn trong họ Euphaeidae (Epallagidae). Loài này được Selys mô tả khoa học đầu tiên năm 1873.